# L. M. Wells
L. M. Wells (5 de fevereiro – 1 de janeiro de 1923) foi um ator norte-americano da era do cinema mudo. Nascido em  Cincinnati, Ohio, ele atuou em 51 filmes entre 1912 a 1922.

## Filmografia selecionada
- Huckleberry Finn (1920)
- Vanishing Trails (1920)
- Runnin' Straight (1920)
- Thieves' Gold (1918)
- Bucking Broadway (1917)
- The Red Ace (1917)
- The Voice on the Wire (1917)
- Behind the Lines (1916)
- Liberty, A Daughter of the USA (1916)
- Graft (1915)
- As It Happened (1915)
- The Way Out (1915)
- So Near, Yet so Far (1912)